# Verwaltungsgemeinschaft Fuchstal
Die Verwaltungsgemeinschaft Fuchstal im oberbayerischen Landkreis Landsberg am Lech entstand am 1. Mai 1978 durch Rechtsverordnung der Regierung von Oberbayern.
Mitglieder sind die Gemeinden
1. Fuchstal, 4099 Einwohner, 39,74 km²
2. Unterdießen, 1505 Einwohner, 12,78 km²

Sitz der Verwaltungsgemeinschaft im Ortsteil Leeder der Gemeinde Fuchstal.
Die Gemeinde Denklingen, ursprünglich ebenfalls Mitglied, wurde zum 1. Januar 1980 aus der Körperschaft entlassen.